# Ooencyrtus yoshidai
Ooencyrtus yoshidai is een vliesvleugelig insect uit de familie Encyrtidae. De wetenschappelijke naam is voor het eerst geldig gepubliceerd in 1997 door Noyes & Hirose.